# 이브의 유혹
《이브의 유혹》은 2007년 8월 24일부터 2007년 9월 14일까지 OCN에서 방영된 TV 영화이다.

## Part 1. 엔젤

### 주요 인물
- 신소미 : 정희라 역
- 정의갑 : 강민호 역

### 주변 인물
- 서연수 : 연수 역
- 문영동 : 이동구 역
- 이관훈 : 이건우 역
- 설성민 : 김 형사 역
- 승주영 : 태섭 역
- 박충선 : 반장 역

### 그 외 인물
- 김지민 : 김 기사 역
- 은민 : 나이트녀 역
- 이상홍 : 제비 역
- 임희연 : 레스토랑 매니저 역
- 최기봉 : 경비원 역
- 배진호 : 교도관 역

## Part 2. 좋은 아내

### 주요 인물
- 진서연 : 인애 역
- 진태현 : 진영 역
- 안내상 : 상호 역

### 주변 인물
- 이지수 : 세린 역
- 김경호 : 경한 역

### 그 외 인물
- 이재혁 : 세린 조수 역
- 조덕현 : 영화사 대표 역
- 추민영 : 꽃집 아르바이트녀 역
- 임건혁 : 초췌남 역

## Part 3. 그녀만의 테크닉

### 주요 인물
- 김지완 : 지훈 역
- 서영 : 혜영 역
- 전세현 : 화경 역
- 유진아 : 선희 역

### 주변 인물
- 최락진 : 혁수 역
- 손민석 : 필중 역
- 원태희 : 민규 역
- 손선근 : 정 회장 역
- 최민금 : 한 선생 역
- 전해룡 : 김 이사 역

### 그 외 인물
- 이경은 : 간호사 역
- 김황도 : 의사 역
- 정문엽 : 종업원 역
- 김지명 : 사회자 역

## Part 4. 키스

### 주요 인물
- 윤미경 : 효진 역
- 이자경 : 정임 역
- 김경익 : 영훈 역
- 양영조 : 현철 역

### 주변 인물
- 백찬기 : 김 원장 역
- 최민금 : 김 여사 역
- 이보리 : 미라 역
- 송재희 : 지훈 역
- 황보현 : 김 기자 역
- 이윤재 : 아 역
- 잎새 : 폴리 역

## 회차별 개요
| 2007년 | 2007년   | 2007년          | 2007년 | 2007년        | 2007년 |
| 회차   | 방송일   | 부제            | 제작진 | 제작진        | 제작진 |
| 회차   | 방송일   | 부제            | 연출   | 각본          | 각색   |
| ------ | -------- | --------------- | ------ | ------------- | ------ |
| 제1회  | 8월 24일 | 엔젤            | 임경택 | 김차애        | -      |
| 제2회  | 8월 31일 | 좋은 아내       | 곽정덕 | 김차애 곽정덕 | -      |
| 제3회  | 9월 7일  | 그녀만의 테크닉 | 유재완 | 서미애        | 유재완 |
| 제4회  | 9월 14일 | 키스            | 남기웅 | 서미애        | -      |